# Death the Kid
(Death The Kid nel terzo episodio dell'anime di Soul Eater)
Death the Kid (デス・ザ・キッド?, Desu De Kiddo), comunemente chiamato "Kid" (キッド?, Kiddo) dai suoi amici e dalla sua famiglia, è uno dei personaggi principali della serie manga e anime Soul Eater di Atsushi Ōkubo. È il maestro d'armi delle pistole gemelle Thompson, Liz e Patty, ed è il figlio del Sommo Shinigami. Il suo nome sembra essere un richiamo al pistolero Henry McCarty (meglio conosciuto come Billy the Kid), difatti il personaggio combatte usando due pistole.

## Il personaggio

### Carattere
Kid soffre di OCPD, ovvero ha una ossessione estrema per qualcosa. Nel suo caso egli è perennemente ossessionato dal vedere o possedere tutto perfettamente simmetrico e in armonia. Per lui la simmetria è tutto: se qualcosa è fuori posto (come ad esempio una cornice spostata di un millimetro, o una posa leggermente fuori luogo), egli cerca di correggere ciò al più presto, anche se la situazione richiede la massima concentrazione. Il suo problema psichico pesa negativamente anche nei combattimenti: infatti Kid si rifiuta di combattere uno scontro se non ci sono con sé entrambe le sue pistole Liz e Patty insieme, poiché altrimenti non apparirebbe simmetrico, oppure nel caso il suo nemico sia perfettamente simmetrico, come nel caso della battaglia contro il faraone alla piramide di Anubi. Il suo numero preferito è l'8 sempre a causa del suo essere nevrotico, in quanto esso è divisibile in parti uguali.
Sempre a causa della nevrosi i luoghi e gli oggetti esageratamente asimmetrici, se vede qualcosa di perfetto e simmetrico finire distrutto oppure i commenti sulle strisce bianche dei suoi capelli lo mandano in uno stato di depressione e ogni volta le sue due armi sono costrette a consolarlo. Invece se vede un avversario asimmetrico esso accende in lui una furia cieca che sprigiona per poter cancellare l'obbrobrio di fronte a lui. Kid detesta inoltre, profondamente, le tre strisce bianche sui suoi capelli, poiché infrangono appunto la sua simmetria.
Tralasciando i suoi slanci ossessivo-compulsivi, Kid è un ragazzo serio e sofisticato e in battaglia sa essere abbastanza imperturbabile nel caso in cui il concetto di simmetria non invada la sua mente. Ha molto a cuore i suoi amici e si preoccupa per loro: lo dimostrano i casi in cui si è preoccupato per la cicatrice sul petto di Soul oppure quando ha minacciato Gopher di non perdonarlo se avesse fatto del male a Maka. È leale e coraggioso, non teme di rischiare la vita e ha il bisogno di rendersi utile. Non è troppo fiducioso, infatti durante la caccia agli artefatti demoniaci ha anche dubitato di suo padre e della Shibusen.
Nutre molto rispetto e ammirazione per suo padre, tanto da essere inorridito dalla scoperta che il kishin Ashura è il suo fratello ed è sconvolto dalla scoperta che il prezzo che ha dovuto pagare per divenire uno Shinigami adulto è stata la morte di suo padre (nel manga).

### Aspetto
Kid veste spesso il completo nero da Shinigami che ha delle strisce bianche posizionate simmetricamente. Porta due anelli rispettivamente sul dito medio della mano destra e su quello della mano sinistra. I suoi occhi sono gialli e ha i capelli neri con tre strisce bianche presenti solo sulla sua sinistra. Tali strisce rovinano la sua simmetria e per questo Kid non le sopporta, ma tuttavia se tentasse di tingerle queste ritornerebbero immediatamente bianche poiché, essendo uno shinigami, è invulnerabile a qualsiasi cosa alteri il suo corpo. Nella serie animata si dà una spiegazione alle tre strisce nelle ultime puntate: esse infatti sono parte del colpo finale che Kid esegue contro il Kishin Ashura. Nel manga invece sono presenti in quanto non è uno shinigami completo, ma deve ancora crescere

### Metodo di combattimento
Kid combatte con le sue due armi demoniache gemelle Elizabeth "Liz" Thompson e Patricia "Patty" Thompson, che prendono l'aspetto di due pistole. Prima di essere le armi di Kid, le due sorelle vivevano nella città di New York con una cattiva reputazione ed erano note per il loro bell'aspetto. Erano soprannominate i Diavoli di Brooklyn per loro azioni negative. Possedendo due armi, però, deve quindi impegnarsi maggiormente per raccogliere il doppio delle anime.
Poiché Kid è uno Shinigami, per lui non è mai stato necessario allenare un'arma. Tuttavia suo padre gli offrì di collaborare con molte partner per via dei matrimoni combinati, ma lui le ha respinte tutte, dalla prima all'ultima, poiché per lui non è concepibile utilizzare una sola arma, in quanto avrebbe infranto la sua simmetria.
Forte della sua natura kid, al contrario dei maestri d'armi, può utilizzare le arti magiche sebbene non sia ancora provvisto di una falce della morte la quale divenuta tale in seguito all'ingerimento dell'anima di una strega ne acquisisce le potenzialità magiche. La vera forza di uno Shinigami risiede nei Sanzu (strisce bianche in testa). I Sanzu di Kid sono ancora incomplete ma sia nell'assalto al castello di baba yaga sia durante il salvataggio dallo stesso medesimo dal libro di Eibon vi si completano due delle tre Sanzu.
In combattimento è temibile e molto forte, riuscendo a competere con avversari come Crona. Anche senza le sue armi riesce a sconfiggere avversari del livello di Black Star o Soul Eater Evans. Tra i protagonisti è il più forte di tutti dal punto di vista della potenza.
Tuttavia i suoi scontri sono spesso soggetti alle sue nevrosi: diventa molto potente nel caso affronti un nemico asimmetrico, molto debole (nel caso veda un luogo asimmetrico) oppure si rifiuta di combattere nemici simmetrici.

## Storia

### Passato
Death The Kid, alla ricerca di due armi, si recò a New York per incontrare le note gemelle Thompson. Quando scoprì la possibilità delle due ragazze di trasformarsi in pistole, le aiutò a sconfiggere degli uomini che le inseguivano. Nell'anime, le ragazze sono fin dall'inizio molto riconoscenti e quando Kid, stupito dalla loro potenza, propone di andare a vivere insieme, non esitano. Nel manga, invece, Kid rimane stupito per ben altro motivo, e quando chiede alle due di lasciare New York per portarle con sé, nonostante lo seguano, le due ragazze pensano ancora che Kid sia solo un riccone scansafatiche che vuole approfittare di loro, e hanno in programma di farlo secco dopo avergli rubato tutti i soldi e il potere.
Nonostante questo, le due ragazze iniziano ad affezionarsi a Kid, e abbandonano quindi la loro idea principale per vivere con lo Shinigami una vita nuova e piena di avventure.

### Prima apparizione e ingresso nella Shibusen
La prima apparizione di Death The Kid risale all'episodio 3, dove si reca in Egitto per fermare la strega Negromante, mentre nell'episodio 6 combatte contro Soul e Black Star, sconfiggendoli. Poco dopo, però, sviene, poiché si accorge che Soul gli ha tagliato parte dei capelli, rendendolo asimmetrico.

### Il risveglio di Ashura
Durante la battaglia per impedire il risveglio del Kishin, Kid combatte contro il lupo mannaro Free. Successivamente intraprenderà un breve scontro con Ashura uscendone però sconfitto.

### La battaglia con Aracnophobia e la caccia agli artefatti
Dopo il risveglio di Arachne, Kid prenderà parte alla Guerra per il Brew.

### La battaglia nel Castello di Baba Yaga (Nel Manga)
Death the Kid, insieme a Maka, Black Star, Ox, Kirikou e Medusa, prenderà parte all'assalto nel castello di Baba Yaga. Mentre andrà a distruggere i
manufatti-serratura per permettere a Maka, Soul e Medusa di raggiungere la sala della strega Arachne, combatterà insieme a Free contro il maggiordomo di Arachne Mosquito. In questo scontro, Kid collegherà la sua prima Linea di Sanzu. Dopo lo scontro, assisterà alla morte di Mosquito da parte dello stregone Noah, e verrà rapito da quest'ultimo.